# Райт, Бонни
Бо́нни Франче́ска Райт (англ. Bonnie Francesca Wright; род. 17 февраля 1991 года, Лондон, Англия) — британская актриса, известная по роли Джинни Уизли в фильмах о Гарри Поттере. Глава и основатель кинокомпании «Бон-Бон-Люмьер» (Bon Bon Lumiere), режиссёр, сценарист, продюсер.

## Биография
Бонни Франческа Райт родилась 17 февраля 1991 года в Лондоне. Её родители, Шейла Тиг и Гарри Райт, по профессии ювелиры, владеющие собственной компанией «Райт-Энд-Тиг». У неё есть старший брат Льюис, который старше на три года. Райт окончила начальную школу «Прайо-Вестерн», а затем школу «Кинг-Алфред» в Лондоне. Во время съёмок «Гарри Поттера и Даров Смерти» она посещала Лондонский университет искусств для изучения кино и телевидения, который окончила в 2012 году со степенью бакалавра гуманитарных наук.
В свободное время Бонни нравится танцевать, рисовать, путешествовать и играть на музыкальных инструментах, таких, как пианино и блокфлейта. Среди видов спорта она увлекается футболом, плаванием, теннисом, конным спортом, сёрфингом и лёгкой атлетикой, а также катается на коньках и велосипеде.
С 2015 года интенсивно занимается йогой, медитациями и астрологией. Придерживается вегетарианского питания. Феминистка. Занимается благотворительностью, оказывая материальную помощь беженцам и детям в бедных африканских странах. Регулярная участница проекта «Small Steps Project».

## Карьера

#### Актёрская карьера
В раннем детстве Райт сыграла в двух телефильмах — «Остров надежды» в 2002 и «Агата Кристи: Жизнь в образах» в 2004, где она играла молодую Агату Кристи.
Бонни решила поучаствовать в прослушивании на роль Джинни Уизли из-за своего брата, который сказал, что она напоминает ему эту героиню.
В результате выбирают именно её, но в первом фильме «Поттерианы» («Гарри Поттер и философский камень») она появляется только в одном эпизоде — на лондонском вокзале «Кингс-Кросс». Начиная со следующего фильма («Гарри Поттер и Тайная комната»), её роль становится более заметной. Именно в «Тайной комнате» её героиня начинает обучение в школе «Хогвартс», имея дело с очень сильным в плане волшебства секретным дневником, который начинает захватывать её душу и сознание.
Роль Джинни в «Узнике Азкабана», как и в «Философском камне», также нельзя назвать значительной. С выходом следующих частей фильма её героиня постепенно выходит на первый план (к Рону Уизли, Гермионе Грейнджер и Гарри Поттеру — основной троице, вокруг которой строится сюжет).
В «Гарри Поттере и Кубке огня» Джинни Уизли, может, и менее заметна, чем в «Тайной комнате», но уже в «Гарри Поттере и Ордене Феникса» она начинает участвовать в развитии основного сюжета. В этом фильме Джинни Уизли предстоит учиться у Гарри Поттера в его «Отряде Дамблдора» и принять участие в битве с Пожирателями Смерти в Министерстве Магии.
В шестом фильме («Гарри Поттер и Принц-полукровка») роль героини Бонни по важности похожа на её роль в предшествующем фильме, но сейчас Джинни становится возлюбленной Гарри.
В двух частях последнего фильма («Гарри Поттер и Дары Смерти Часть 1 и Часть 2») Джинни в одном ряду с членами «Ордена Феникса», учителями и учениками Хогвартса защищает его от Пожирателей смерти.
После «Гарри Поттера» одним из самых заметных проектов стал «Философы: Урок выживания» 2013 года, где Бонни сыграла Джорджину (Georgina). Остальные роли актрисы были исключительно в малобюджетных фильмах: «Море» 2013 года (Роуз), «Перед сном» 2013 года (Фиби), «Sweat» 2014 г. (Мия), «How (not) to Rob a train» 2014 г., «Кто убил Нельсона Натмега?» 2014 г. (Дайен), «Мечтатели» (Зои).
Также Бонни озвучила персонажа в рождественском семейном фильме «My Dad Is Scrooge» в 2014 году и «A Christmas Carol» Чарльза Диккенса.
В 2015 году Бонни официально объявила, что завершает карьеру актрисы, чтобы сконцентрироваться на режиссуре.

#### Модельный бизнес
В 2010 году Бонни стала рекламным лицом новой линии украшений своих родителей для «Оксфам». В последующие годы она снималась в журналах The Thinking Cap, InStyle UK, Marie Claire, Tatler, The Independant, Haute Muse, Interiew, Asos, Vanity Fair, Nylon, Dirrty Glam, Daily Mail, Grazia, Evening Standard, Next Model. Снималась для фотопроекта фотографа Sarah Dunn «Red Series» и участвовала в показе Katie Eary коллекции осень/зима 2011/12 года. С 2015 года снимается в фотосессиях только для интервью.

#### Режиссёрская карьера
После окончания университета в 2012 году создала собственную кинокомпанию Bon Bon Lumiere, специализирующуюся на создании короткометражных фильмов. Сценаристом и режиссёром большинства фильмов выступает сама Бонни. Дебютом компании стал бакалаврский проект Бонни Separate We Come, Separate We Go с Дэвидом Тьюлисом в главной роли. Ниже приведены работы компании.
| Год  | Тип                   | Название фильма                  | Режиссёр             | Сценарист                | Продюсер                           | Актёры                                                                                       |
| ---- | --------------------- | -------------------------------- | -------------------- | ------------------------ | ---------------------------------- | -------------------------------------------------------------------------------------------- |
| 2012 | Короткометражка       | Separate We Come, Separate We Go | Бонни Райт           | Бонни Райт               | Розалинд Стивен                    | Дэвид Тьюлис, Эмили Данхэм, Шона МакДональд                                                  |
| 2013 | Клип                  | Sea Ess                          | Бонни Райт           | Бонни Райт               | -                                  | Джордж Шустер                                                                                |
| 2013 | Клип                  | Dreaming                         | Бонни Райт, Софи Лоу | Бонни Райт               | -                                  | Софи Лоу                                                                                     |
| 2014 | Имиджевое видео       | Fade to Gold                     | Бонни Райт           | Бонни Райт               | -                                  | Gary Wright, Sheila Teague                                                                   |
| 2014 | Короткометражка       | Know Thyself                     | Бонни Райт           | Бонни Райт               | -                                  | Кристиан Коулсон                                                                             |
| 2016 | Серия короткометражек | Sextant (Part 1: Pisces)         | Бонни Райт           | Грета Белламацина (поэт) | -                                  | Эрин Мориарти                                                                                |
| 2017 | Серия короткометражек | Phone Calls (Part 1 and 2)       | Бонни Райт           | Мартин Кон               | Элли Форби, Бонни Райт, Мартин Кон | Аннабель Дикстер-Джонс, Джон Сайднер, Соня Диссан, Александра Марзелла, Даниэль Мастропьетро |
|      |                       | Medusa’s Ankles                  | Бонни Райт           | А. С. Байетт, Бонни Райт | Энди Сорри, Бонни Райт             | Джейсон Айзекс, Шанель Крессвелл, Керри Фокс, Анна Шаффер, Хью Сакс, Сара Браджовик          |

## Личная жизнь
В начале 2010 года Бонни Райт подтвердила, что уже полгода встречается с Джейми Кэмпбеллом Бауэром, с которым познакомилась на одной из вечеринок и снимается вместе в фильмах «Гарри Поттер и Дары Смерти. Часть 1» и Гарри Поттер и Дары Смерти. Часть 2. А в середине апреля 2010 года стало известно, что пара помолвлена и готовится к свадьбе. На открытии парка развлечений 16 июня 2010 года «Волшебный мир Гарри Поттера» Бонни опровергла эти слухи.
Через год, в середине апреля 2011 года, Джейми Кэмпбелл Бауэр выпустил заявление, что он помолвлен с Бонни. В июне 2012 года пара заявила о расставании.
С середины 2013 года состояла в отношениях с владельцем ночного клуба Саймоном Хаммерштерном, который старше Бонни на 13 лет. В 2015 году они расстались.
В марте 2022 года сочеталась браком с Эндрю Лококо, с которым она до этого долго состояла в отношениях. 30 апреля 2023 года объявила о беременности. 18 сентября 2023 года у пары родился сын Элио Оушн Райт Лококо.

## Фильмография
| Год  |    | Русское название                    | Оригинальное название                         | Роль                  |
| ---- | -- | ----------------------------------- | --------------------------------------------- | --------------------- |
| 2001 | ф  | Гарри Поттер и философский камень   | Harry Potter and the Philosopher's Stone      | Джинни Уизли          |
| 2002 | тф | Семья Робинзонов                    | Stranded                                      | молодая Сара Робинзон |
| 2002 | ф  | Гарри Поттер и Тайная комната       | Harry Potter and the Chamber of Secrets       | Джинни Уизли          |
| 2004 | ф  | Гарри Поттер и узник Азкабана       | Harry Potter and the Prisoner of Azkaban      | Джинни Уизли          |
| 2004 | тф | Агата Кристи: Жизнь в образах       | Agatha Christie: A Life in Pictures           | молодая Агата Кристи  |
| 2005 | ф  | Гарри Поттер и Кубок огня           | Harry Potter and the Goblet of Fire           | Джинни Уизли          |
| 2007 | ф  | Гарри Поттер и Орден Феникса        | Harry Potter and the Order of the Phoenix     | Джинни Уизли          |
| 2007 | с  | Дублёры                             | The Replacements                              | Ванесса               |
| 2009 | ф  | Гарри Поттер и Принц-полукровка     | Harry Potter and the Half-Blood Prince        | Джинни Уизли          |
| 2010 | ф  | Гарри Поттер и Дары Смерти: часть 1 | Harry Potter and the Deathly Hallows: Part I  | Джинни Уизли          |
| 2011 | ф  | Гарри Поттер и Дары Смерти: часть 2 | Harry Potter and the Deathly Hallows: Part II | Джинни Уизли          |
| 2012 | ф  | География несчастного сердца        | Geography of the Hapless Heart                | Миа                   |
| 2013 | ф  | Море                                | The Sea                                       | Роуз                  |
| 2013 | ф  | Философы. Урок выживания            | The Philosophers                              | Джорджина             |
| 2013 | ф  | Перед сном                          | Before I Sleep                                | Фиби                  |
| 2014 | ф  | Мой папа - Скрудж                   | My Dad Is Scrooge                             | Конни, озвучка        |
| 2015 | ф  | Кто убил Нельсона Натмега?          | Who Killed Nelson Nutmeg?                     | Диана                 |
| 2015 | ф  | Те, кто блуждает                    | Those Who Wander                              | Зои                   |
| 2015 | ф  | Рождественская история              | A Christmas Carol                             | Нелл                  |
| 2016 | ф  | Шоссе для игроков                   | The Highway Is for Gamblers                   | Хейди                 |

### Видеоигры
| Год  | Название                           | Роль         |
| ---- | ---------------------------------- | ------------ |
| 2002 | Гарри Поттер и Тайная Комната      | Джинни Уизли |
| 2007 | Гарри Поттер и Орден Феникса       | Джинни Уизли |
| 2009 | Гарри Поттер и Принц-полукровка    | Джинни Уизли |
| 2010 | Гарри Поттер и Дары Смерти часть 1 | Джинни Уизли |
| 2011 | Гарри Поттер и Дары Смерти часть 2 | Джинни Уизли |